# Маяк (Брединський район)
Маяк (рос. Маяк) — селище у Брединському районі Челябінської області Російської Федерації.
Входить до складу муніципального утворення Білокаменське сільське поселення. Населення становить 1426 осіб (2010).

## Історія
Населений пункт належав до Оренбурзької губернії. Від 4 листопада 1929 року належить до Брединського району Челябінської області.
Згідно із законом від 13 вересня 2004 року органом місцевого самоврядування є Білокаменське сільське поселення.

## Населення
| 2002 | 2010  |
| ---- | ----- |
| 1583 | ↘1426 |